# László Cseh
László Cseh (født 3. december 1985) er en ungarsk svømmer, der har vundet fem medaljer ved OL. Han er 31 gange blevet europamester i svømning, heraf 19 gange på kortbane og 12 gange på langbane. To gange er han blevet verdensmester. Hans trænere er György Turi og Zoltán Nemes.